# Peter Kasiske
Peter Joachim Kasiske (* 1971) ist ein deutscher Rechtswissenschaftler und seit 2019 Professor für Strafrecht, Strafprozessrecht und Wirtschaftsstrafrecht an der Universität Augsburg.

## Leben
Kasiske studierte von 1992 bis 1997 Rechtswissenschaft an der Universität Bayreuth und der Julius-Maximilians-Universität Würzburg (erstes juristisches Staatsexamen 1997). Nach dem juristischen Vorbereitungsdienst (1997–1999, zweites juristisches Staatsexamen 1999) war er wissenschaftlicher Mitarbeiter und Assistent an der Juristischen Fakultät der Ludwig-Maximilians-Universität München (Lehrstühle Bernd Schünemann und Ralf Kölbel). Nach der Promotion 2007 und der Habilitation 2017 nahm er 2019 den Ruf auf die Professur für Strafrecht, Strafprozessrecht und Wirtschaftsstrafrecht an die Universität Augsburg an.

## Schriften (Auswahl)
- Rechts- und Demokratietheorie im amerikanischen Pragmatismus. Nomos, Baden-Baden 2009, ISBN 978-3-8329-4153-6.
- Strafrecht II: Wirtschaftsstrafrecht. W. Kohlhammer, Stuttgart 2013, ISBN 3-17-022084-5.
- Strafrecht I: Grundlagen und Allgemeiner Teil. 2. Auflage. W. Kohlhammer, Stuttgart 2016, ISBN 3-17-029158-0.
- Schutz des marktwirtschaftlichen Wettbewerbs durch das Strafrecht. Shaker Verlag, Düren 2022, ISBN 3-8440-8771-0.